# Nils Havemann
Nils Havemann (* 7. Januar 1966) ist ein deutscher Politikwissenschaftler, Historiker und Lektor.

## Leben
Havemann studierte Geschichte, Romanistik und Politische Wissenschaften in Bonn, Paris und Salamanca. Er promovierte 1996 an der Universität Bonn über Spanien im Kalkül der deutschen Außenpolitik und arbeitet als Lektor in Mainz und für das Deutsche Historische Museum in Berlin.
Bekannt wurde er 2005 durch seine vom Deutschen Fußball-Bund (DFB) beauftragte Studie Fußball unterm Hakenkreuz, mit der er eine vielfältige Diskussion über den DFB im Dritten Reich und Projekte vieler deutscher Fußballvereine zur NS-Geschichte anregte. Seit 2010 ist er als akademischer Mitarbeiter am Historischen Institut der Universität Stuttgart beschäftigt. Seine Forschungsinteressen liegen überwiegend im Bereich der Sportgeschichte, die er aus einer wirtschafts- und unternehmensgeschichtlichen Perspektive heraus betrachtet.  Mit diesem Ansatz löste er eine intensive wissenschaftliche Debatte über die Bedeutung ideologischer Motive im Fußball während des Nationalsozialismus aus. In Fernsehdokumentationen trat er u. a. zur Geschichte von Adidas und Puma sowie zur nationalsozialistischen Vergangenheit des deutschen Fußballs auf.

## Schriften (Auswahl)
- Spanien im Kalkül der deutschen Aussenpolitik von den letzten Jahren der Ära Bismarck bis zum Beginn der Wilhelminischen Weltpolitik (1883–1899) (= Quellen und Forschungen zur brandenburgischen und preußischen Geschichte. Bd. 11). Duncker & Humblot, Berlin 1997, ISBN 3-428-08913-8 (Dissertation, Universität Bonn, Wintersemester 1995/96).
- (Redaktion) Harenberg-Länderlexikon: Alle 192 Staaten der Welt auf einen Blick. Harenberg, Dortmund 1998, ISBN 3-611-00681-5.
- Fußball unterm Hakenkreuz. Der DFB zwischen Sport, Politik und Kommerz. Campus, Frankfurt am Main/New York 2005, ISBN 3-593-37906-6 (eingeschränkte Vorschau in der Google-Buchsuche); auch in der Schriftenreihe der Bundeszentrale für Politische Bildung, Bd. 519, Bonn 2005, ISBN 3-89331-644-2.
- Samstags um halb 4. Die Geschichte der Fußballbundesliga. Siedler, München 2013, ISBN 978-3-8275-0006-9 (eingeschränkte Vorschau in der Google-Buchsuche).
- mit Wolfram Pyta und Jutta Braun: Porsche. Vom Konstruktionsbüro zur Weltmarke. Siedler, München 2017, ISBN 978-3-8275-0100-4.
- mit Wolfram Pyta: Alfred Dregger. Zeitpolitiker der Wiedervereinigung und Anwalt des Parlamentarismus. Böhlau-Verlag, Wien/Köln 2023, ISBN 978-3-412-52682-5.